# أم الجنازير
قرية أم الجنازير هي إحدى القرى التابعة لمركز ببا في محافظة بني سويف في جمهورية مصر العربية. حسب إحصاءات سنة 2006، بلغ إجمالي السكان في أم الجنازير 4457 نسمة، منهم 2222 رجل و2235 امرأة.